# Rio Bulzu (Cerna)
O Rio Bulzu é um rio da Romênia afluente do Rio Rădoteasa, localizado no distrito de Gorj.